# ピアス (企業)

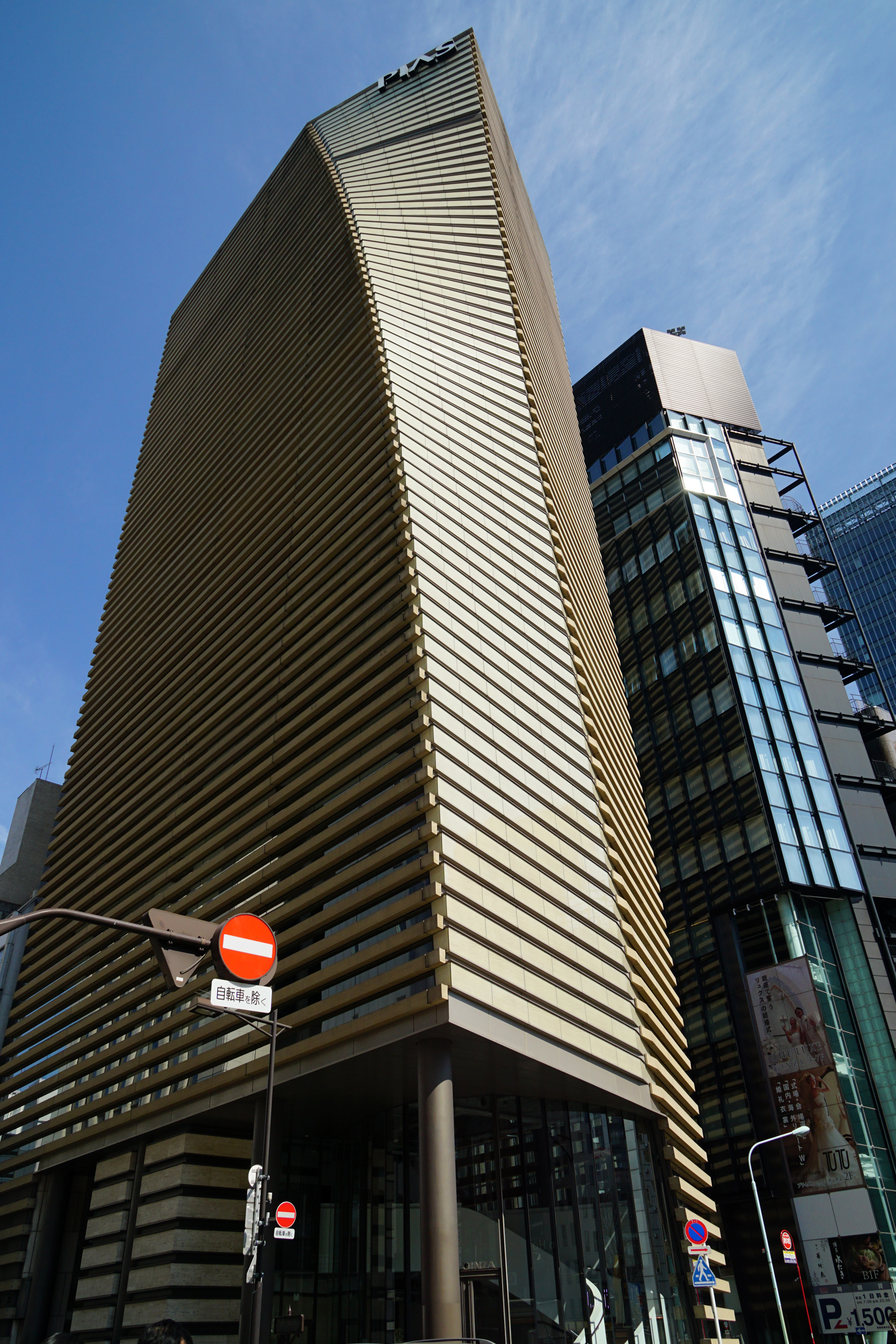
PIAS GINZA（東京・銀座）

ピアス株式会社（Pias Corporation）は、大阪府大阪市北区豊崎に本社を置く、化粧品の製造販売会社ならびにグループ企業である。
1947年創業ならびに設立。

## 概要
創業者の阪本匡弘が、1947年（昭和22年）、大阪に「三幸化工」を創業。同社の基幹ブランドとなる「ピアス」シリーズを発売。のちに社名をピアスに改称する。当時公開された『君の名は』などの映画に積極的に協賛し知名度を上げる一方で、新たにブランドを立ち上げるとともに、子会社を起こすという方式で「オリリー カバーマーク」などのブランドを立ち上げ、事業を広げてゆく。
1987年（昭和62年）には百貨店向けのブランド「ケサランパサラン」が評判となり、また「イミュ」などのブランドも成功したことにより、さらに事業を拡大し、傘下企業を増やしてゆく。2004年には日本で歴史のあるブランドの一つとして知られ、一時期消滅していたパピリオ化粧品（「暮しの手帖」の初代編集長、花森安治が宣伝を担当していたことで知られる。かつては繊維メーカーの帝人と提携し「テイジンパピリオ」として活動した時期もある）の商標を獲得し、新たに子会社化として傘下におさめたことで化粧品メーカーのみならず、コングロマリットとしての側面も持つグループ企業に成長している。
写真のピアスタワーは同社の創業50周年を記念して、現在の本社オフィスがある大阪に建てられた。

## 沿革
- 1947年 - 三幸化工株式会社創業。ピアス化粧品の製造販売開始。

- 1950年 - 三幸化工株式会社を株式会社ピアスに改称。
- 1960年 - オリリー株式会社事業開始
- 1975年 - 財団法人日本リディアオリリー協会を設立
- 1978年 - ピアス株式会社を設立。ピアスアライズ株式会社を設立（株式会社ピアスを改称）。レピアス株式会社事業開始。エルソルプロダクツ株式会社事業開始
- 1979年 - ラフォーレ株式会社事業開始。
- 1980年 - ウエルテック株式会社事業開始。
- 1990年 - イミュ株式会社事業開始
- 1991年 - カージュラジャ エステティックサロン営業開始
- 1992年 - 中央研究所を設立。カバーマーク株式会社事業開始。ピアス インタナショナル株式会社事業開始
- 1995年 - パウダーパレット　スタート。ケサランパサラン株式会社事業開始
- 1996年 - ピアス本社ビル「ピアスタワー竣工」。セルレ株式会社事業開始。
- 1997年 - アミカトレーディング株式会社事業開始
- 1998年 - ヴェーダヴィ プロダクツよりモーリスメセゲ製品販売開始。キュラス プロダクツよりキュラス製品販売開始
- 1999年 - 掛川工場を開設
- 2000年 - パラドゥ発売開始

## 傘下の企業

### 美容健康関連
- カバーマーク 株式会社
- アクセーヌ 株式会社
- ケサランパサラン 株式会社
- アナスタシアミアレ 株式会社
- ピアス ショップワーク 株式会社
- オリリー 株式会社
- ラフォーレ 株式会社
- パピリオ 株式会社
- レスタンス 株式会社
- イミュ 株式会社
- パラドゥ 株式会社
- ピアス スパリゾート
- セレブワイスアカデミー
- ウエルテック 株式会社
- グラファ ラボラトリーズ 株式会社
- 翠松堂製薬 株式会社
- ヴェーダヴィ
- セルレ 株式会社
- エルソルプロダクツ 株式会社
- フィディカコスメ 株式会社

### その他
- ピアスアライズ 株式会社
- ピアス シティアーク 株式会社
- アウトドゥ 株式会社

## 過去の提供番組
- ピアスTVサスペンス・東京０時刻（ラジオ東京・KRテレビ　現・TBSテレビ系）
- 太陽にほえろ!（日本テレビ系） - 「オリリー」名義
- 歌う王冠（日本テレビ）
- ダイビングクイズ（毎日放送制作・テレビ朝日系）
- 月曜ワイド劇場（テレビ朝日系） - 「オリリー」名義
- 平凡 歌のバースデーショー（フジテレビ） - 第2期の一時期。